# فيلق الجيش العشرون (الفيرماخت)
فيلق الجيش العشرون كان فيلق في الجيش الألماني خلال الحرب العالمية الثانية.

## القادة
- المشاة العامة ( General der Infanterie ) فريدريش ماتيرنا، أكتوبر 1940   - 10 سبتمبر 1942
- المدفعية العامة ( General der Artillerie ) رودولف فريهير فون رومان، 10 سبتمبر 1942   - 14 فبراير 1943
- المشاة العامة ( الجنرال دير المشاة ) إروين فييرو، 14 فبراير   - 10 مارس 1943
- المدفعية العامة ( General der Artillerie ) رودولف فريهير فون رومان، 10 مارس   - ديسمبر 1943
- المشاة العامة ( General der Infanterie ) Edgar Röhricht ، ديسمبر 1943   - يناير 1944
- المدفعية العامة ( General der Artillerie ) رودولف فريهير فون رومان، يناير   - 1 أبريل 1945
- سلاح الفرسان العام ( الجنرال دير كافاليري ) Carl-Erik Koehler ، 1 April   - 8 مايو 1945

## منطقة العمليات
- بولندا - أكتوبر 1940 - يونيو 1941
- الجبهة الشرقية ، القطاع المركزي - يونيو 1941 - أبريل 1945
- وسط ألمانيا - أبريل - مايو 1945

## روابط خارجية
- "XX. Armeekorps". Lexikon der Wehrmacht. مؤرشف من الأصل في 2019-09-14. اطلع عليه بتاريخ 2011-03-12.